# Supporters du FC Lorient
 (décembre 2023).
Si vous disposez d'ouvrages ou d'articles de référence ou si vous connaissez des sites web de qualité traitant du thème abordé ici, merci de compléter l'article en donnant les références utiles à sa vérifiabilité et en les liant à la section « Notes et références ».
Cet article présente les aspects liés aux supporters du FC Lorient.

## Affluences et abonnements
Le club du FC Lorient a participé à de nombreuses reprises au championnat de France de Ligue 1 de football (1998-1999, 2001-2002, de 2006-2007 à 2016-2017, puis depuis 2020-2021).
Lors de ses matches disputés en 1re division, l'affluence moyenne varie en fonction des années entre 11 000 et 15 500 spectateurs. Le nombre de spectateurs atteint son apogée (environ 15 500 spectateurs) au début des années 2010. À partir de la saison 2014-2015, en raison des mauvais résultats de l'équipe, l'affluence s'érode.

## Groupes de supporters

### Groupes actuels
On compte aujourd'hui quatre groupes de supporters tous reconnus et référencés sur le site officiel du club.

#### Lorient Foot Supporters
Créé en 1946, le club officiel des supporters du FCL est devenu ensuite « Lorient Foot Supporters ». Cette association décide de soutenir et d'encourager le club dans un esprit de solidarité et de convivialité. Ce groupe comprend désormais 152 adhérents. Dans le stade du Moustoir, le groupe est divisé en deux. À l'origine situé en tribune Nord-Est, ils sont placés en tribune Nord avec les Celtic et les Breizh Tango.

#### Merlus Ultras
Créée en décembre 1995, l'association « Merlus Ultras », groupe indépendant et auto-financé, regroupe au début de la saison 2006-2007, 150 membres cartés, d'une moyenne d'âge de 22 ans ainsi que de nombreux sympathisants. En 1998-1999, la première saison du FC Lorient au sein de l'élite reste comme un grand cru. Le club de supporters décide de changer de tribune et se positionne dans le virage sud. En ce qui concerne le nombre de membres cartés, 78 personnes se joignent aux Merlus Ultras. Cette saison est également synonyme de tristesse pour le groupe puisque Léo Lorec décède accidentellement lors du déplacement au Havre en février 1999.
La saison 1999-2000 marque le retour du club morbihannais en 2e division et surtout une année courte au niveau des encouragements pour les Ultras. Dès le 2 septembre 1999, lors d'un déplacement au Mans, les deux clubs de supporters existants en viennent aux mains. Les MU95 seront interdits de stade.
En 2005, le groupe fêta ses dix années d'existence avec des animations digne de ce nom. 2009, saison négative sur bien des points, puisque le groupe a été mis en sommeil à partir d'octobre et jusqu'à fin avril pour cause de mauvaise ambiance interne au sein du groupe et en général au Moustoir. À partir de janvier 2009, à la suite d'une assemblée générale extraordinaire mettant en place un nouveau bureau, est bâché « Léo Lorec » à domicile comme à l'extérieur, pour rendre hommage à un ancien membre décédé 10 années plus tôt. Un tifo lui a été consacré en fin de saison lors de la reprise des activités du groupe en mai contre Lille, tifo qu'il avait conceptualisé (feuilles avec hermines dessus). Un très grand nombre de déplacements effectué (16 en Championnat, 2 en Coupe de France), bien que souvent en petit nombre (un seul bus effectué pour Rennes en mai), mais plusieurs modes de transport (voiture, train, stop). Ce bon retour en fin de saison permet d'avoir espoir dans l'avenir. En début d'année 2010, le groupe connait un nouvel élan. Une nouvelle tribune Sud vient de faire son apparition au stade et le groupe en prend possession. Retour aux racines avec une bonne centaine d'abonnés. Le 15e anniversaire est fêté en décembre 2010 face au RC Lens. Le 19 décembre 2015, ils fêtent leur 20e anniversaire face au FC Nantes avec plus de 600 personnes dans le kop sud.

#### Breizh Tango
Né au Bar du Moustoir en 2001, le groupe Breizh Tango s’est créé à l’initiative d’une bande de copains attachés aux couleurs de la Bretagne et du FCL. L’association est un groupe convivial et indépendant qui compte à ce jour environ une centaine d’adhérents dont l’âge moyen est de 30 ans. Le groupe essaie de se déplacer le plus souvent possible pour encourager les Merlus lors des matchs à l’extérieur.
De juin 2004 à mai 2010, Benjamin Genton était le parrain du groupe. Aujourd'hui, Arnaud Le Lan a pris sa suite. Pour les 10 ans du groupe, Kévin Monnet-Paquet et Maxime Baca ont également été parrains du groupe.
Après avoir passé 3 ans en Tribune Nord-Est, les Breizh Tango occupent depuis avril 2005 le Kop de la Tribune Nord.

#### Celtic An Oriant
Cette association a été créée le 12 juillet 2009. Elle comprend actuellement une cinquantaine de membres. Le groupe est situé dans la tribune Nord, participant à l'animation du stade avec des chants et autres animations. Le groupe effectue également des déplacements pour suivre son équipe au travers de la France lors de toutes les saisons.

## Hymnes et chants
Le FC Lorient possède un chant depuis les années 1970. Il s'intitule « Ils étaient une équipe de copains ».
En septembre 2010, la possibilité d'un nouvel hymne composé et chanté par Soldat Louis, un groupe lorientais est envisagé par le club. Le 19 février 2011, contre Bordeaux, le groupe a chanté pour la première fois le nouvel hymne officiel du club avant le début du match. Les paroles ont été écrites par Renaud Detressan.

## Rivalités
Les rivalités du FC Lorient sont avant tout régionales.

### Stade brestois
Depuis plusieurs années maintenant, le club (plus particulièrement ses supporters) est en froid avec celui du Nord-Finistère. Depuis un certain vol de bâche Ultras Brestois 90 par les Merlus Ultras, les supporters se détestent, et se rencontreront à nouveau lors de la saison 2010-2011, qui voit le Stade brestois monter en Ligue 1.

### Stade rennais
Il s'agit également d'une rivalité régionale puisque sur le plan sportif, le FC Lorient est passé devant ce club au classement lors de la saison 2009-2010. Le 27 novembre 2010, le FC Lorient bat son voisin à domicile sur le score de 2-0. C'est la première fois que cela arrivait depuis son retour en L1.